# 貨到付款
貨到付款是同時具有運輸與付款兩種功能的運送服務。

## 概要
貨到付款是同時進行貨物運送與徵收款項的服務，將貨品運送至指定的地點，並且向收件人收受其代價。若收件人對貨物的品質不滿或對該交易沒有印象而拒絕付款，貨物將送回寄件人處。
貨到付款的送件人是寄件人與收件人以外的第三者，其中許多是經手小型貨物運送服務的快遞企業或郵局提供服務，現有代收現金及貨到刷卡兩種方式。

## 優點
寄件人可以避免收件人收取貨物但不付款的風險。
收件人可以避免在郵購或網路拍賣已付款（預付）卻由於運送途中的意外等原因而收取不到貨物的窘境。能夠拒絕簽收自己沒有印象的貨品。避免網路購物詐騙，遭到捲款逃跑的風險。

## 缺點
由運輸業者仲介結算業務，通常需要額外支付手續費。因為運送方必須處理貨物與現款，會有遭遇強盜的憂慮。
支付貨款時送貨員可能沒有零钱可以找錢，尤其是有多件代收貨物時。可能為了找錢再次造訪收件人，甚至是拒絕交貨。最好事先準備好零錢。
對個人事業主或企業而言，必須和快遞企業簽約合作，並且每週或每月才結一次款項，造成資金周轉與成本增加的壓力。
此外，可能收件人未確認內容物或無法當面確認內容物（通常收件時只能確認外包裝完整未損壞，運輸業者不對內容物負責）就直接付款，事後發現和訂購商品有出入而產生糾紛。基於法規這類情況可能無法求償，亦有利用這點的詐騙手法存在。例如日本的貨到付款詐騙（代金引換郵便詐欺）。因此有些業者在送貨收款後不會立刻將款項交給賣方，而會有段緩衝期以避免這類情形發生。
當買賣物品需使用超商貨到付款時，賣家寄出的貨物若是逾期未領，貨物將會被退回並由賣家承擔運費進而導致部分賣家不願意使用超商貨到付款。